# Nenad Filipović (Leichtathlet)

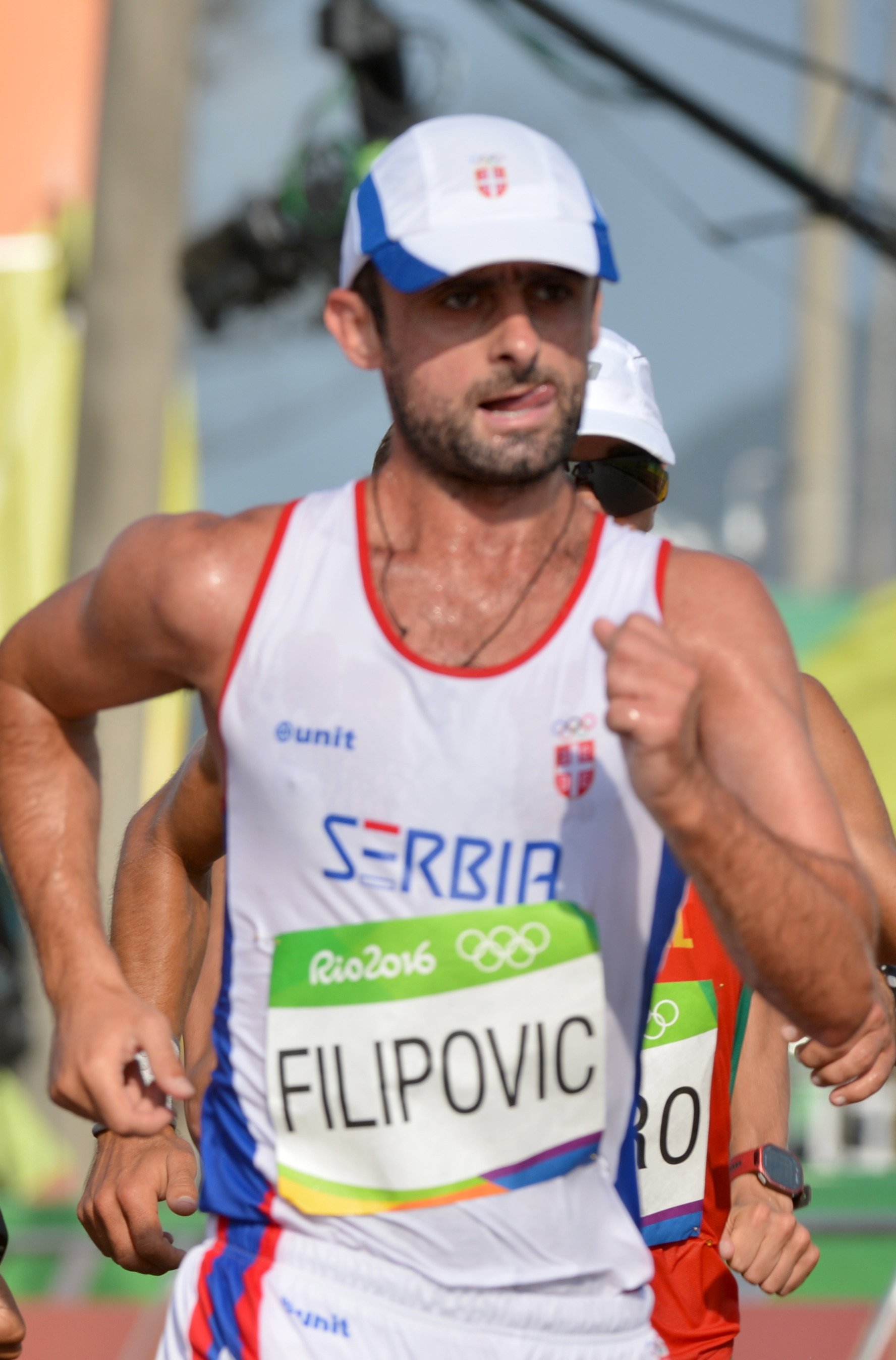
Nenad Filipović

Nenad Filipović (serbisch-kyrillisch Ненад Филиповић; * 5. Oktober 1978 in Leskovac) ist ein serbischer Leichtathlet.
Filipović, der für den AK Niš startet und dort von Aleksandar Raković trainiert wird, gab sein internationales Debüt beim 18. Geher-Weltcup 1997 in Poděbrady im 20-km-Gehen. Am Ende erreichte er Platz 122. Beim 20. Weltcup 2002 in Turin erreichte er Platz 52. Erstmals über 50 km startete er beim Weltcup 2004 in Naumburg. Dort erreichte er den 30. Platz. Bei den Leichtathletik-Weltmeisterschaften 2007 in Osaka startete er über 50 km und wurde am Ende 23. Bei den Olympischen Spielen 2008 in Peking erreichte er in der Disziplin 50-km-Gehen in persönlicher Bestzeit von 4:02:16 h den 30. Rang.
Sein Bruder ist der ebenfalls erfolgreiche Geher Predrag Filipović.

## Bestzeiten
- 10-km-Gehen: 41:19,6 min (Kragujevac, 9. August 2003)
- 20-km-Gehen: 1:23:42 h (Istanbul, 21. April 2006)
- 50-km-Gehen: 4:02:16 h (Peking, 22. August 2008)